# 王越古
王越古（ワン ユエグ、Wang Yuegu 1980年6月10日- ）はシンガポールの女子卓球選手。戦型は前陣速攻型。世界ランキング自己最高位は5位（2010年10月）。
日本語が堪能。

## 経歴
1980年6月10日、中国の遼寧省鞍山に生まれた。
2000年代前半に日本の実業団十六銀行でプレーしたこともある。
2004年12月シンガポールの市民権を獲得、2005年6月のITTFプロツアーで初参戦しダブルスで準優勝を果たした。その後2006年には横浜市、バイロイトの大会で優勝、2007年の世界選手権ザグレブ大会のダブルスで準優勝、2008年の世界選手権広州大会で準優勝、北京オリンピックの団体でシンガポールに1960年ローマオリンピックウエイトリフティングの陳浩亮以来48年ぶり（1965年のシンガポール独立以来初）となる銀メダルをもたらした。
2010年の世界選手権モスクワ大会では決勝で中国の劉詩雯を破り馮天薇、孫蓓蓓とともに3-1で勝利、シンガポールの初優勝に貢献した。
ロンドンオリンピックのシングルスでは準々決勝で石川佳純から1セットを先取したが1-4で敗れベスト4を逃した。団体戦でも準決勝で日本に敗れたが、3位決定戦で韓国を破り、銅メダルを獲得。
オリンピック終了後、現役を引退。